# Gaeltacht

Zones Gaeltacht oficials

La Gaeltacht ([ˈɡeːl̪ˠt̪ˠəxt̪ˠ]; plural Gaeltachtaí) és una paraula irlandesa que fa referència a les zones o districtes de la República d'Irlanda on el govern irlandès reconeix que el gaèlic irlandès hi és la llengua predominant, és a dir, la llengua vernacla parlada a la llar. Aquests districtes foren reconeguts oficialment d'antuvi per l'Estat Lliure Irlandès, després del renaixement gaèlic, com a part de la política del govern destinada a restaurar la llengua irlandesa.

## Creació i fronteres

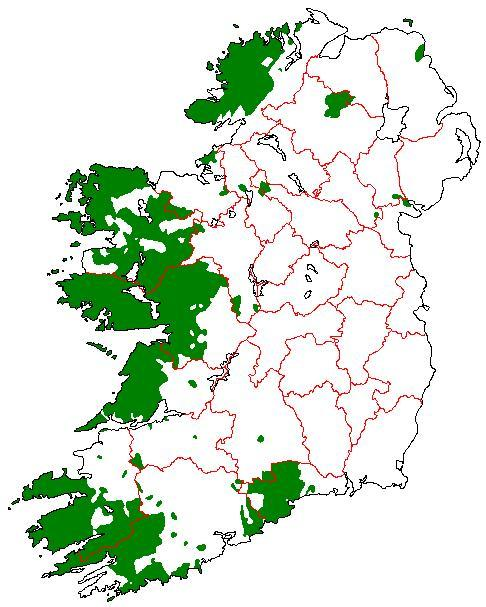
An Ghaeltacht 1926; àrees de l'illa d'Irlanda que podien obtenir l'estatut de Gaeltacht segons les recomanacions de la primera Coimisiún na Gaeltachta

An Ghaeltacht 1956

Encara que la Gaeltacht es va constituir en 1926 després de la primera Coimisiún na Gaeltachta, les fronteres exactes de la regió mai no han estat definides acuradament. La quota aleshores era de +25% de parlants d'irlandès, encara que en molts casos es va donar aquest estatut a zones amb menys parlants. L'Estat Lliure Irlandès reconegué districtes parlants d'irlandès o semiparlants d'irlandès en 15 dels 26 comtats. Tot i que hi havia àrees a Irlanda del Nord que podien haver estat qualificades com a districtes Gaeltacht (en 4 dels 6 comtats) el Govern d'Irlanda del Nord no ha fet cap pas legislatiu i sovint s'ha mostrat hostil vers la llengua. La llengua fou prohibida a les escoles públiques durant la dècada de la partició, i els senyals públics en irlandès foren prohibides efectivament sota les lleis del Parlament d'Irlanda del Nord, que establia que l'anglès era l'única llengua oficial.
A començament dels anys 1950 es va establir una nova Coimisiún na Gaeltachta que va concloure que les fronteres de la Gaeltacht no estaven ben definides i recomanà que l'admissió a l'àrea havia d'estar basada únicament sobre la base de la força de la llengua a la zona. Els districtes Gaeltacht foren definits aleshores amb precisió. Moltes àrees on s'ha vist decaure la llengua han deixat de formar part de la Gaeltacht. Així deixaren en la Gaeltacht àrees en 7 dels 26 comtats (Donegal, Galway, Mayo, Kerry, Cork, i Waterford). Les fronteres de la Gaeltacht no han estat alterades oficialment des d'aleshores, a part d'uns petits canvis:
- La inclusió de Clochán-Bréanann al comtat de Kerry en 1974;
- La inclusió d'una part de West Muskerry, al Comtat de Cork (tot i que els parlants d'irlandès han baixat seriosament des de la dècada dels 1950);
- La inclusió de Baile Ghib i Rath Chairn a Meath en 1967.

El 2002 una tercera Coimisiún na Gaeltachta va publicar un informe en el qual recomanava, entre altres coses, redibuixar les fronteres de la Gaeltacht oficial. La Coimisiún recomanà establir un estudi lingüístic comprensiu de la Gaeltacht per tal d'avaluar amb precisió la vitalitat de la llengua irlandesa als districtes Gaeltacht.
L'estudi fou elaborat per l'Acadamh na hOllscolaíochta Gaeilge (part de la Universitat Nacional d'Irlanda, Galway), i l'u de novembre de 2007 fou publicat Staidéar Cuimsitheach Teangeolaíoch ar Úsáid na Gaeilge sa Ghaeltacht ("Un estudi lingüístic comprensiu de l'ús de l'irlandès a la Gaeltacht"). Pel que fa a les fronteres de la Gaeltacht, es va suggerir la creació de tres zones lingüístiques dins la Gaeltacht;
- A - 67%/+ parlants habituals d'irlandès - L'irlandès és la llengua comunitària dominant
- B - 44%-66% parlants habituals d'irlandès - L'anglès és dominant, amb una important minoria de parla irlandesa
- C - 43%/- parlants habituals d'irlandès - L'anglès és dominant, però amb una minoria de parla irlandesa superior a la mitjana nacional.

L'informe suggeria que en els districtes amb categoria A l'estat hi havia de prioritzar la provisió de serveis en irlandès i plans de desenvolupament, i que aquelles que havien baixat a la categoria C podien perdre en un futur el seu estatut de Gaeltacht. La idea fou rebutjada pel Ministre d'afers locals, rurals i Gaeltacht, Éamon Ó Cuív.

## Població

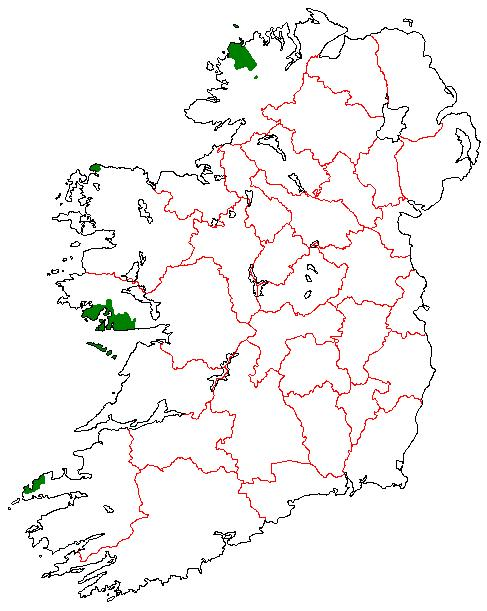
An Ghaeltacht 2007, zones amb Categoria A

El 1965 es calculava que només el 4% dels irlandesos que vivien fora de la gaelthacht feien servir el gaèlic. De fet, dels 716.420 parlants d'irlandès d'aleshores, 83.145 vivien a la gaelthacht, 81.084 a zones parcialment gaèliques i els 552.000 restants a la resta del país. El 1996 hi vivien 82.715 persones, de les quals el 76,3% parla irlandès.
Segons dades del cens de la República d'Irlanda de 2006, la població de la Gaeltacht era de 91.862 habitants, aproximadament el 2,1% dels 4.239.848 habitants de l'Estat, amb major concentracions de parlants d'irlandès localitzats als comtats occidentals de Donegal, Mayo, Galway, Kerry, i Cork. Hi havia petites concentracions al de Waterford al sud i a Meath a l'est. A la Gaetacht de Meath, Ráth Cairn, el govern hi proporcionà una casa i 9 hectàrees a cadascuna de les 41 famílies de Connemara i Mayo en la dècada del 1930, a canvi de llures terres originàries. No fou reconeguda oficialment com a àrea Gaeltacht fins al 1967.
Els districtes Gaeltacht han patit històricament emigracions massives cap a Dublín, Belfast, Cork, o més lluny. Com que es troben als límits de l'illa hi ha pocs ferrocarrils i carreteres, i les terres de conreu són pobres. Això canvià una mica en els darrers vint anys del segle XX a causa del canvi en el panorama econòmic d'Irlanda i el desenvolupament del tigre Cèltic. L'estructura de la població de la Gaeltacht no és significativament diferent de la dels altres districtes d'Irlanda en termes de distribució de l'edat. No obstant això, les àrees Gaeltacht es troben entre els llocs més remots en l'estat. També tendeixen a ser àrees de gran bellesa natural, cosa que va precipitar el període actual d'emigració. Això està tenint un impacte negatiu en la vitalitat de l'irlandès a la zona, ja que moltes de les persones que es desplacen a la Gaeltacht no saben irlandès.
Això és el que passa als districtes del comtat de Galway, no més que en els voltants de la mateixa ciutat de Galway on l'anglès s'ha estès a la Gaeltacht veïna. Molts forasters hi han comprat llars d'estiu a la zona, cosa que ha provocat l'augment del preu del sòl i ha deixat fora del mercat molts joves de la zona de parla irlandesa, que s'han vist forçats a marxar a altres zones, sovint a les de parla anglesa.

## La gaeltacht de Donegal
La gaeltacht de Donegal (o Tyrconnell) (Gaeltacht [Chontae] Dhún na nGall o Gaeltacht Thír Chonaill) té una població de 24.744 (Cens de 2011) i representa el 25% de la població total de la Gaeltacht. La gaeltacht de Donegal comprèn una àrea de 1.502 km², que representa el 26% del total de l'àrea Gaeltacht. Les tres parròquies de Na Rosa, Gaoth Dobhair i Cloch Cheannfhaola constitueixen el major centre de població de la Gaeltacht de Donegal. Hi ha 17.132 parlants d'irlandès, 14.500 a àrees on és parlat pel 30-100% de la població i 2.500 a àrees on és parlat per menys del 30%. El 2006 hi havia 2.436 persones treballant a temps complet per a empreses de l'Údarás na Gaeltachta a la Gaeltacht de Donegal. Aquesta regió és particularment popular per als estudiants de l'irlandès de l'Ulster, cada any visiten la zona centenars d'estudiants d'Irlanda del Nord. Donegal és única en les regions Gaeltacht, i el seu accent i dialecte li imprimeix caràcter. La seva parla té similituds amb el gaèlic escocès, no tan evident en els altres dialectes irlandesos.

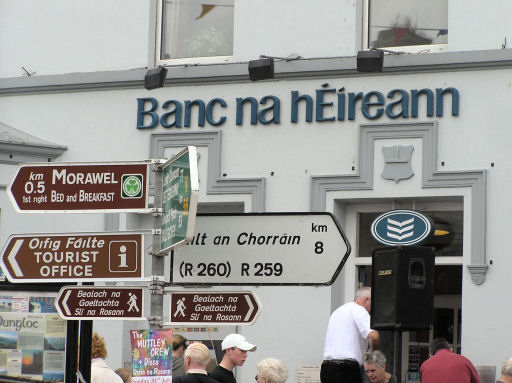
Senyal en irlandès a Dungloe, Comtat de Donegal.

Gaoth Dobhair al Comtat de Donegal és la més gran parròquia Gaeltacht a Irlanda, on hi ha els estudis regionals de la RTÉ Raidió na Gaeltachta i músics de fama mundial com Proinsias Ó Maonaigh, Altan, Moya Brennan (Máire Ní Bhraonáin), Enya (Eithne), i Clannad, referents per a la música en irlandès i que tenen l'irlandès com a llengua materna.

## La gaeltacht de Meath
La Gaeltacht de Meath (Gaeltacht [Chontae] na Mí) és la Gaeltacht més petita i consisteix en les dues viles adjacents de Ráth Cairn i Baile Ghib. Navan, a 8 km de Baile Ghib, és el principal centre urbà de la regió, amb una població de més de 20.000 habitants. La Gaeltacht de Meath té una població de 1.771 habitants i representa el 2% de la població total de la Gaeltacht. Ocupa una àrea geogràfica de 44 km², l'1% del total de la Gaeltacht.
La visió tradicional de la Gaeltacht de "Royal Meath" és diferent a la història que han tingut les altres regions de parla irlandesa. Les dues Gaeltachtaí de Baile Ghib i Ráth Cairn són comunitats reassentades en petites granges pel govern irlandès en els anys 1930 amb grangers pobres de les àrees de Connemara, Mayo i Kerry.
De fet, la primera comunitat compresa amb famílies pobres procedent de l'oest de Galway hi arribà l'abril de 1935, no tenien lligams ancestrals amb el comtat de Meath i foren descrits com a "colons". Unes 49 famílies foren enviades a Ráth Cairn, on cadascuna va rebre 9 hectàrees de terra de conreu. En 1937 foren establides Baile Ghib (abans Gibbstown) i Baile Ailin (abans Allenstown) però un assentament posterior va fallar. Durant els primers anys un bon percentatge de la població va tornar a Galway o va emigrar, però finalment Ráth Cairn i Baile Ghib van rebre estatut de Gaeltacht en 1967. L'objectiu original de difondre la llengua irlandesa en la comunitat local va tenir poc efecte, i els colons van haver d'aprendre anglès per conrear amb eficàcia.

## La gaeltacht de Mayo

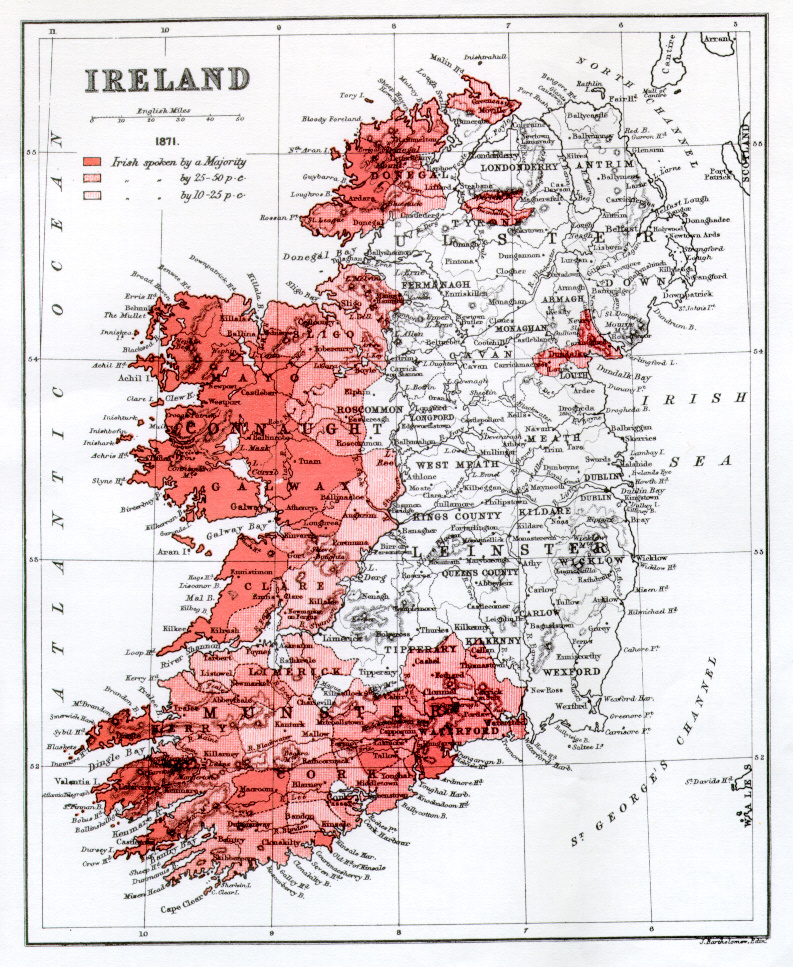
Zones on es parlava l'irlandès el 1871

La gaeltacht de Mayo (Gaeltacht [Chontae] Mhaigh Eo) tenia una població total en 2011 de 10.886 habitants i representa l'11,5% del total de la població de la Gaeltacht. La gaeltacht de Mayo comprèn una àrea de 905 km², que representa el 19% del total de la Gaeltacht i comprèn tres àrees – Iorrais, Acaill i Tuar Mhic Éadaigh. Béal an Mhuirthead (Belmullet) és la principal ciutat de la gaeltacht Mayo i està a 72 km de Ballina, a 80 km de Castlebar i a 110 km de l'aeroport de Knock.Hi ha 6.667 parlants d'irlandès, amb 4,000 vivint a àrees on la llengua és parlada pel 30-100% de la població i 2.500 vivint a àrees on la llengua és parlada per menys del 30%.

## La gaeltacht de Galway
Les Gaeltachtaí del Comtat de Galway (Gaeltacht Chontae na Gaillimhe) i de la ciutat de Galway (Gaeltacht Chathair na Gaillimhe) tenen una població conjunta de 48.907 habitants i representa el 47% del total de la població de la Gaeltacht. La Gaeltacht de Galway té una àrea de 1.225 km², el 26% de la terra Gaeltacht. Molts parlants es troben a la regió de Conamara. Els assentaments més grans són An Spidéal i An Cheathrú Rua. An Cheathrú Rua és a 48 km a l'oest de la ciutat de Galway, mentre que An Spidéal és a 19 km a l'oest.
Hi ha 30.978 parlants d'irlandès a la Gaeltacht, 11.000 parlants a les àrees Gaeltacht Cois Fharraige i Conamara Theas incloses les illes Aran que s'estén des de Na Forbacha fins a Carna, uns altres 5.000-7.000 a North Connemara (inclosa l'àrea fronterera amb el comtat de Mayo) i aproximadament 4.000 parlants vivint a àrees on els parlants són menys del 30% de la població. També hi ha una escola d'ensenyament universitari de la NUIG anomenada Acadamh na hOllscolaíochta Gaeilge a An Cheathrú Rua i Carna. L'estació de ràdio Raidió na Gaeltachta està situada a Casla i el diari Foinse a An Cheathrú Rua i la televisió TG4 a Baile na hAbhann. A la ciutat de Galway hi ha la seu del teatre en irlandès Taibhdhearc na Gaillimhe.

## La gaeltacht de Kerry
La gaeltacht de Kerry (Gaeltacht [Chontae] Chiarraí) comprèn dues àrees – la meitat occidental de Gaeltacht Corca Dhuibhne (península de Dingle) i les parts central i occidental d'Uíbh Ráthach (Península d'Iveragh). L'assentament més gran a Corca Dhuibhne és An Daingean i el més gran a Uíbh Ráthach és Baile an Sceilg. La gaeltacht de Kerry Gaeltacht té una població de 8.729 (6.185 parlants) i representa el 9% del total de població de la Gaeltacht. La gaeltacht de Kerry té 642 km², el 9% del total de la Gaeltacht.

## La gaeltacht de Cork
La gaeltacht de Cork (Gaeltacht [Chontae] Chorcaí) consta de dues àrees – Múscraí i Oileán Chléire. La gaeltacht de Múscraí té una població de 3.895 persones (2.951 parlants d'irlandès) i representa el 4% del total de població de la Gaeltacht. La Gaeltacht de Cork té 262 km², el 6% de l'àrea de la Gaeltacht. Els assentaments més importants de Múscraí són les viles de Baile Mhic Íre (Ballymakeera), Baile Bhuirne (Ballyvourney) and Béal Átha an Ghaorthaidh (Ballingeary).

## La gaeltacht de Waterford
La Gaeltacht de Waterford (Gaeltacht [Chontae] Phort Láirge, Gaeltacht na nDéise o Gaeltacht na Rinne) es troba a deu kilòmetres a l'oest de Dungarvan. Aplega les parròquies de Rinn Ua gCuanach (Ring) i An Sean Phobal (Old Parish). Té una població de 1.784 persones (1.271 parlants d'irlandès) i representa el 2% del total de la població de la Gaeltacht. Té una àrea de 62 km², l'1% del total de la Gaeltacht.

## Neo-Gaeltachtaí

### Clare Island
S'ha fet un intent de reintroduir l'irlandès com a llengua diària a l'illa de Clare (Oileán Chliara) al Comtat de Mayo. L'illa es troba a la vora de la Gaeltacht de Mayo i la seva població arriba l'estiu a 160 habitants. Hi ha una escola local en irlandès que intenta ser convertida en Gaelscoil. L'intent ha gaudit d'un important suport local.

### Dublín
Dublin i els seus suburbis són l'indret amb major nombre de parlants habituals d'irlandès, amb 14.229 persones que representen el 18 per cent dels parlants habituals. En una enquesta d'un petit grup d'adults que havien crescut a Dublín i hi havien rebut tota l'educació, el 54,2% dels enquestats afirmava tenir prou fluïdesa en irlandès. Només el 19% dels enquestats parla irlandès tres o quatre cops a la setmana, mentre que la majoria (42,9%) parla irlandès menys d'un cop a la quinzena.
El canal TG4 va informar el 13 de gener de 2009 que un grup de persones del suburbi dublinès de Ballymun, en col·laboració amb la branca local de Glór na Gael havia rebut permís per construir-hi 38 habitatges per a persones que volien constituir una comunitat de parla irlandesa en el cor de la ciutat. Hi ha 4 Gaelscoileanna i Naíonraí a la zona, així com una tenda on es pot parlar irlandès. No ha informes del progrés posterior d'aquest projecte, que ha estat descrit com a "Gaeltacht urbana".

### Clare
A l'oest de Clare un grup anomenat Coiste Forbartha na Gaeltachta (Comitè de Desenvolupament de la Gaeltacht) treballar per tal que l'àrea sigui reconeguda com a Gaeltacht. S'afirma que els parlants nadius que van rebre subvencions en el marc del Scéim Labhairt na Gaeilge, un esquema establert per primera vegada per l'Estat Lliure Irlandès en 1933 amb l'objectiu de donar suport a les famílies Gaeltacht i promoció de la llengua a les regions Gaeltacht, encara hi viuen i parlen la llengua quotidianament. Es diu que hi ha 170 persones que parlen l'irlandès quotidianament al comtat de Clare.
Parts del comtat foren reconegudes com a àrees Gaeltacht en la dècada del 1920, hi hi havia parlants d'irlandès a la zona oriental d'Ennis a Doonbeg, Ennistymon, Carrigaholt i Lisdoonvarna. El comitè encoratja a desenvolupar xarxes entre els parlants d'irlandès un cop s'obtingui el reconeixement.

### Amèrica del Nord
La Gaeltacht permanent a Nord-amèrica és una àrea vora Erinsville (Ontario) al Canadà que ha estat designada com a zona Gaeltacht permanent.

## Gaeltachtaí a Irlanda del Nord

### Belfast
Hi ha una àrea a Belfast, coneguda com a Gaeltacht Quarter (An Cheathrú Ghaeltachta), on es promou activament l'irlandès. Està situat enmig del barri de Falls Road (Bóthar na bhFál). Hi ha Gaelscoileanna (escoles primàries), Gaelcholáistí (secundàries), Naíonraí (llars d'infants), un restaurant en irlandès, agències i el Cultúrlann, un centre cultural i Raidió Fáilte (única emissora totalment en irlandès a Irlanda del Nord). Això ha crescut davant la Gaeltacht urbana del sud-oest de Belfast, Shaw's Road (Bóthar Seoighe). El Col·legi Universitari St. Mary de Belfast, també situat a Falls road, és l'únic on hi ha una unitat que ensenya en irlandès. També hi ha la seu d'An t-Aisionad (centre de recerca) que tradueix i publica llibres en irlandès per a les escoles i d'altres organitzacions a Irlanda.

### El comtat de Derry
Una zona al sud del comtat de Derry centrat a Slaghtneill (Sleacht Néill) i Carntogher (Carn Tóchair), que ha passat de tenir un 50% de parlants d'irlandès en 1901 a tenir uns pocs parlants a finals del segle xx, ha vist un reviscolament de la llengua des de l'establiment d'una naíscoil en 1993 i una gaelscoil en 1994. En 2008 dues organitzacions locals posaren en marxa una "estratègia per al renaixement de la Gaeltacht", basat en l'ensenyament primari i secundari en irlandès. Sobre això Éamon Ó Cuív, ministre de la Gaeltacht, va dir que l'àrea era "un exemple per a d'altres d'arreu d'Irlanda que volien treballar per a restablir l'irlandès com a llengua de la comunitat".

## Administració
El Department of Community, Rural & Gaeltacht Affairs, sota el mandat del Minister for Community, Rural & Gaeltacht Affairs s'encarrega de la política irlandesa en tot el que fa referència al Gaeltacht i supervisa el treball de l'Údarás na Gaeltachta (institució que regula la llengua gaèlica) i altres institucions.
Raidió na Gaeltachta es l'emissora de ràdio de la RTÉ per a la Gaeltacht i parlants d'irlandès en general. TG4 es la cadena de televisió irlandesa centrada en la promoció del gaèlic, que té la seu a la Gaeltacht del Comtat de Galway.
En març de 2005, el Ministre d'Afers de la Gaeltacht Éamon Ó Cuív anuncià que els senyals de trànsit de les zones Gaeltacht estarien exclusivament en gaèlic.

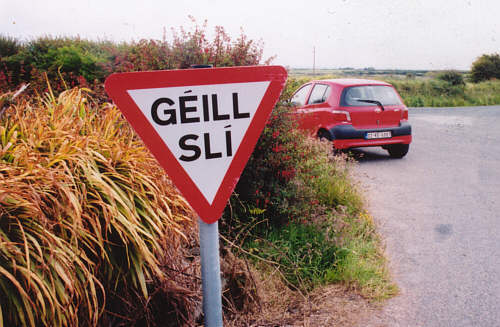
Senyal de trànsit en gaèlic al comtat de Waterford

## Viles i pobles de la Gaeltacht
| Comtat              | Nom anglès               | Nom gaèlic               |
| ------------------- | ------------------------ | ------------------------ |
| Comtat de Donegal   | Annagry                  | Anagaire                 |
| Comtat de Donegal   | Arranmore                | Árainn Mhór              |
| Comtat de Donegal   | Burtonport               | Ailt an Chorráin         |
| Comtat de Donegal   | Carrigart                | Carraig Airt             |
| Comtat de Donegal   | Crolly                   | Croithlí                 |
| Comtat de Donegal   | Cruit Island             | Oileán na Cruite         |
| Comtat de Donegal   | Derrybeg                 | Doirí Beaga              |
| Comtat de Donegal   | Doochary                 | An Dúchoraidh            |
| Comtat de Donegal   | Downings/Downies         | Na Dúnaibh               |
| Comtat de Donegal   | Dungloe/Dunglow          | An Clochán Liath         |
| Comtat de Donegal   | Falcarragh               | An Fál Carrach           |
| Comtat de Donegal   | Fintown                  | Baile na Finne           |
| Comtat de Donegal   | Glencolmcille            | Gleann Cholm Cille       |
| Comtat de Donegal   | Gola                     | Gabhla                   |
| Comtat de Donegal   | Gortahork                | Gort an Choirce          |
| Comtat de Donegal   | Gweedore                 | Gaoth Dobhair            |
| Comtat de Donegal   | Kilcar                   | Cill Charthaigh          |
| Comtat de Donegal   | Kincasslagh              | Cionn Caslach            |
| Comtat de Donegal   | Lettermacaward           | Leitir Mhic an Bhaird    |
| Comtat de Donegal   | Loughanure               | Loch an Iúir             |
| Comtat de Donegal   | Magheraroarty            | Machaire Rabhartaigh     |
| Comtat de Donegal   | Rannafast/Rinnafarset    | Rann na Feirste          |
| Comtat de Donegal   | Tory Island              | Toraigh                  |
| Comtat de Donegal   | Teelin                   | Teileann                 |
| Comtat de Mayo      | Achill Sound             | Gob an Choire            |
| Comtat de Mayo      | Aughleam                 | Eachléim                 |
| Comtat de Mayo      | Belderrig                | Béal Deirg               |
| Comtat de Mayo      | Belmullet                | Béal an Mhuirthead       |
| Comtat de Mayo      | Bunacurry                | Bun a' Churraigh         |
| Comtat de Mayo      | Carrowteige              | Ceathrú Thaidhg          |
| Comtat de Mayo      | Cashel                   | An Caiseal               |
| Comtat de Mayo      | Dooega                   | Dumha Éige               |
| Comtat de Mayo      | Dooniver                 | Dún Ibhir                |
| Comtat de Mayo      | Glengad                  | Gleann an Ghad           |
| Comtat de Mayo      | Rossport/Rosdoagh        | Ros Dumhach              |
| Comtat de Mayo      | Salia                    | Sáile                    |
| Comtat de Mayo      | Tonragee                 | Tóin re Gaoth            |
| Comtat de Mayo      | Toormakeady/Tourmakeady  | Tuar Mhic Éadaigh        |
| Comtat de Galway    | Ballynahown              | Baile na hAbhann         |
| Comtat de Galway    | Barna                    | Bearna                   |
| Comtat de Galway    | Bealadangan              | Béal a' Daingin          |
| Comtat de Galway    | Camus                    | Camus                    |
| Comtat de Galway    | Carna                    | Carna                    |
| Comtat de Galway    | Carraroe                 | An Cheathrú Rua          |
| Comtat de Galway    | Claregalway              | Baile an Chláir          |
| Comtat de Galway    | Clonbur                  | An Fhairche              |
| Comtat de Galway    | Cornamona                | Corr na Móna             |
| Comtat de Galway    | Costelloe                | Casla                    |
| Comtat de Galway    | Inisheer                 | Inis Oírr                |
| Comtat de Galway    | Inishmaan                | Inis Meáin               |
| Comtat de Galway    | Inishmore                | Inis Mór                 |
| Comtat de Galway    | Inverin                  | Indreabhán               |
| Comtat de Galway    | Kilkieran                | Cill Chiaráin            |
| Comtat de Galway    | Kilronan                 | Cill Rónáin              |
| Comtat de Galway    | Lettermore               | Leitir Móir              |
| Comtat de Galway    | Lettermullen             | Leitir Mealláin          |
| Comtat de Galway    | Moycullen                | Maigh Cuilinn            |
| Comtat de Galway    | Rossaveal                | Ros an Mhíl              |
| Comtat de Galway    | Rosmuc                   | Ros Muc                  |
| Comtat de Galway    | Spiddal                  | An Spidéal               |
| Comtat de Kerry     | Ballinskelligs           | Baile an Sceilg          |
| Comtat de Kerry     | Ballyferriter            | Baile an Fheirtéaraigh   |
| Comtat de Kerry     | Ballynagall/Ballydavid   | Baile na nGall           |
| Comtat de Kerry     | Brandon                  | Cé Bhréannain            |
| Comtat de Kerry     | Caherdaniel              | Cathair Donall           |
| Comtat de Kerry     | Cloghane                 | An Clochán               |
| Comtat de Kerry     | Dingle                   | An Daingean              |
| Comtat de Kerry     | Dunquin                  | Dún Chaoin               |
| Comtat de Kerry     | Feohanagh                | An Fheothanach           |
| Comtat de Kerry     | Lispole                  | Lios Póil                |
| Comtat de Kerry     | Ventry                   | Ceann Trá                |
| Comtat de Cork      | Ballingeary              | Béal Átha an Ghaorthaidh |
| Comtat de Cork      | Ballymakeera             | Baile Mhic Íre           |
| Comtat de Cork      | Ballyvourney             | Baile Bhuirne            |
| Comtat de Cork      | Cape Clear Island        | Oileán Chléire           |
| Comtat de Cork      | Coolea                   | Cúil Aodha               |
| Comtat de Cork      | Kilnamartyra/Kilnamartra | Cill na Martra           |
| Comtat de Waterford | Ring                     | An Rinn                  |
| Comtat de Meath     | Gibbstown                | Baile Ghib               |
| Comtat de Meath     | Rathcarne                | Ráth Cairn               |